# دشبلاغ (قشلاق الجنوبي)
دشبلاغ (بالفارسية: داشبلاغ) هي منطقة سكنية تقع في إيران في قسم قشلاق الجنوبي الريفي (مقاطعة بيله سوار).